# 琉璃金剛鸚鵡屬
琉璃金剛鸚鵡屬（學名：Anodorhynchus）是一屬大型的金剛鸚鵡。其下共有三個物種及一個假設已滅絕的物種。紫藍金剛鸚鵡長100厘米，是世界最長的鸚鵡。

## 分類
琉璃金剛鸚鵡屬共有三個物種：
- 淺藍綠金剛鸚鵡（A. glaucus）：可能已經滅絕。
- 紫藍金剛鸚鵡（A. hyacinthinus）：分佈在南美洲。
- 李爾氏金剛鸚鵡（A. leari）：分佈在巴西。

## 理論已滅絕的物種
瓜達盧佩金剛鸚鵡（A. purpurascens）是於1907年由羅思柴爾德（Walter Rothschild）所描述，但當中只有極小的資料來支持獨立物種的說法。羅思柴爾德的描述只基於有一種紫色的金剛鸚鵡棲息在瓜德羅普，並沒有任何標本。不過，這種鸚鵡可能其實是由南美洲進口的紫藍金剛鸚鵡